# Youjitun
Youjitun (kinesiska: 尤吉屯, 尤吉屯乡) är en socken i Kina. Den ligger i provinsen Henan, i den centrala delen av landet, omkring 140 kilometer öster om provinshuvudstaden Zhengzhou. Antalet invånare är 29 514. Befolkningen består av 15 233 kvinnor och 14 281 män. Barn under 15 år utgör 22,0 %, vuxna 15-64 år 66 %, och äldre över 65 år 11,0 %.
Genomsnittlig årsnederbörd är 879 millimeter. Den regnigaste månaden är juli, med i genomsnitt 185 mm nederbörd, och den torraste är januari, med 6 mm nederbörd.